# Sint-Stefanuskerk (Brussegem)

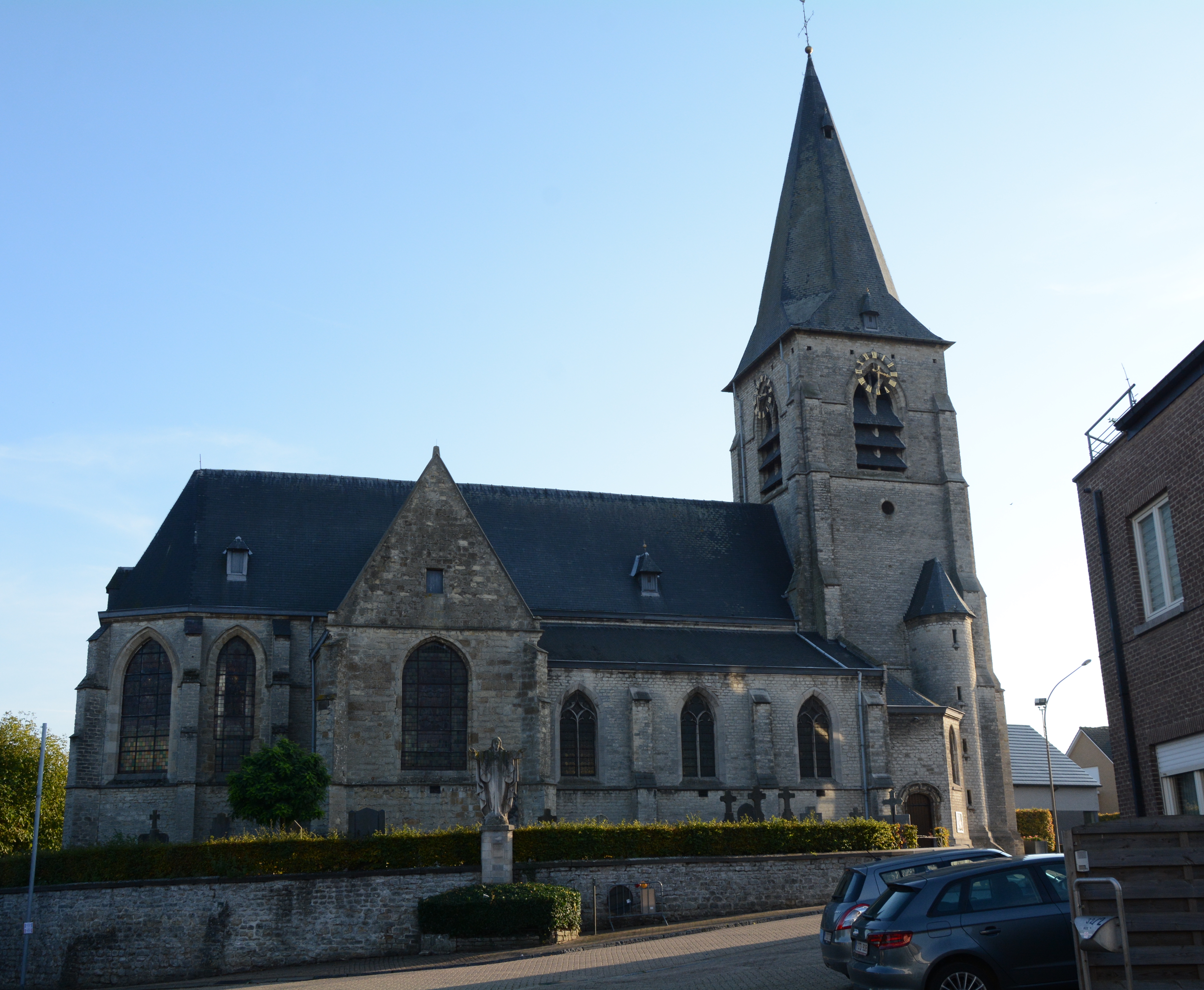
Sint-Stefanuskerk

De Sint-Stefanuskerk is de parochiekerk van de tot de Vlaams-Brabantse gemeente Merchtem behorende plaats Brussegem, gelegen aan het Brussegemplein.

## Geschiedenis
Aanvankelijk was het dorp Ossel het kerkelijke centrum van een groter gebied, waartoe ook Brussegem behoorde. Waarschijnlijk was de eerste kerk in Brussegem een houten kerkje uit de 11e of 12e eeuw. In 1480 werd een toren gebouwd en in 1510 een stenen koor. Het houten kerkschip zou pas omstreeks 1524 vervangen worden door een stenen schip. In 1535 zou het Sint-Stefanuskoor zijn gebouwd en in 1556 het Onze-Lieve-Vrouwekoor. Omstreeks 1565-1566 was de bouw voltooid maar tijdens de godsdiensttwisten raakte de kerk in 1576-1580 zwaar beschadigd en werd hij aan verwaarlozing prijs gegeven. In de loop van de 17e eeuw volgde herstel.
In de 18e eeuw werd de kerk verfraaid met het hoofdaltaar en de noordelijke en zuidelijke zijaltaren. Ook werd een houten lambrisering geplaatst.
In 1905-1906 werd de kerk vergroot naar ontwerp van Georges Dhaeyer. Het 16e-eeuwse koor en transept bleven bewaard maar het schip werd verlengd en verbreed. De toren werd afgebroken en herbouwd in gewijzigde vorm.

## Gebouw
De kerk heeft een koor en een transept in gotische stijl werd gebouwd in de 16e en 17e eeuw. Als materiaal werd wit zandsteen gebruikt, ook voor het neogotisch schip en toren.
Het is een georiënteerde driebeukige pseudobasiliek met een lager transept. De vierkante westtoren heeft een ingesnoerde naaldspits en wordt door steunberen gestut. Aan de noordzijde wordt de toren geflankeerd door een rond traptorentje. Het koor heeft een driezijdige sluiting. Enkele bijgebouwen zijn waarschijnlijk 19e-eeuws.

## Interieur
De kerk bezit enkele kunstwerken, voornamelijk 18e-eeuws, zoals heiligenbeelden en schilderingen in het koor van Bijbelse taferelen. De kerkmeubelen zijn in barokstijl (17e eeuw) en in Lodewijk XV-stijl. Tegen de oostgevel bevindt zich een laatgotisch beeld van Christus aan het kruis, van omstreeks 1500.